# モダン・ロマンス
モダン・ロマンス (Modern Romance) は、1980年代はじめに人気が高かったイギリスのポップ・ミュージック・バンド。1980年に、前身のバンドであるレイトン・バザーズ (The Leyton Buzzards) の元メンバーの一部を中心に結成され、1985年に解散するまでイギリスのチャートで一連のヒットを飛ばした。

## バンドの歴史
1977年に結成されたパンク系のパロディ・バンドであるレイトン・バザーズで、中心的な役割を担っていたジェフリー・ディーン (Geoffrey Deane) とデイヴィッド・ジェイムズ (David Jaymes) が、1980年にモダン・ロマンスを結成した。レイトン・バザーズは、シングル「19 and Mad」を独立系レコードレーベルのスモール・ワンダー (Small Wonder) からリリースしたが、不発に終わった。その後バンドは、イギリスのタブロイド新聞『ザ・サン』が主催したコンテストで優勝し、賞品の一部としてクリサリス・レコード (Chrysalis Records) との契約を手に入れた。1979年、バンドはクリサリスからシングル「Saturday Night Beneath The Plastic Palm Trees」をリリースした。テレビの人気音楽番組『トップ・オブ・ザ・ポップス』にも出演したが、この曲も53位どまりでヒット曲とはならず、その後リリースした曲も不発が続いたことから，クリサリスとの関係は程なくして悪化していった。その後、バンドは分裂してしまうが、ディーンとジェイムズは一緒に活動を続け、当時のロンドンのクラブ・シーンで人気が出始めていた初期のエレクトロニックなスタイルのダンス音楽をやり始めた。新しいマネージャーを見つけ、ビジネス・アート・プロダクションという会社を立ち上げ、WEAレコードと契約した。1980年、新たなバンドの最初のリリースは、バンド名と同じ曲名の「Modern Romance」だったが、これは売れなかった。2枚目のシングル「Tonight」も売れなかったため、バンドは全面的に取り入れていたエレクトロニック・サウンドを少々後退させ、ペース、パーカッション、ブラスを強調したラテン・アメリカ系のダンス音楽の要素を取り入れた。バンドは、トランペット奏者のジョン・デュ・プレをメンバーに加えた。バンドは新しいシングル「Everybody Salsa」を1981年夏にリリースし、この曲は全英トップ20に入るヒットとなった。同年の後半には、同じようなテーマの「今夜はアイ・ヤイ・ヤイ! (Ay Ay Ay Ay Moosey)」がこれに続き、全英トップ10入りを果たした。シングル2曲のヒットにもかかわらず、デビュー・アルバム『ロマンティックな冒険者 (Adventures in Clubland)』は不発に終わった。しかし、アメリカ合衆国では、「Everybody Salsa」にラップを載せたバージョンである「Can You Move」が、『ビルボード』誌のダンス・チャートであるホット・ダンス・クラブ・ソングス (Hot Dance Club Songs) で2位まで上昇した。その後も、「おしゃべりクイーン (Queen of the Rapping Scene)」や、1955年のヒット曲「チェリー・ピンク・チャチャ (Cherry Pink And Apple Blossom White)」のカバーが、全英トップ40に入ったが、ディーンはソロ活動をするためにバンドを脱退した。
代わってリード・ヴォーカルにマイケル・J・マリンズ (Michael J. Mullins) を迎え、リリースした次のシングル「Best Years of Our Lives」は、1982年の遅い時期に、バンドにとって全英チャートにおける最大のヒットとなった。1983年にも、「High Life」（全英8位）、「Don't Stop That Crazy Rhythm」（全英14位）、バラード曲の「Walking in the Rain」（全英7位）とヒットが続いた。「Best Years Of Our Lives」と「Walking In The Rain」は、シルバーディスク（当時はシングル売り上げ25万枚以上の認定）を獲得した。バンドは十代向けのピンナップ雑誌類に頻繁に取り上げられたが、商業的成功はやがて陰りを見せるようになり、その後は一時のようなヒットは出なくなっていった。1983年のクリスマスの時期にはコンピレーション・アルバム『Party Tonight』がリリースされた。このアルバムはイギリスでは45位どまりだったが、バンドにとっては最も成功したアルバムとなり、リリースから6週間で10万枚以上が売れて、ゴールド・ディスク（アルバム売り上げ10万枚以上の認定）を受けた。
その後、ジョン・デュ・プレが脱退し、カラフルなスーツ姿に短めの髪型というスタイルから、長髪に革ジャケットへとイメージ・チェンジした後、モダン・ロマンスは最後のアルバム『Burn It!』を1985年にリリースした。このアルバムはほとんど売れず、バンドは、アルバムに入っていないシングルとして発表した「ターザン・ボーイ (Tarzan Boy)」（同年はじめのバルティモラのヒット曲のカバー）と、バンドの最もヒットした曲を集めてリミックスしたシングル「Best Mix of Our Lives」を1985年のうちにリリースして、活動を停止した。

## その後の活動
モダン・ロマンスを脱退した後、リード・ヴォーカルのジェフ・ディーンは、1983年に「ジェフ・ディーン&ザ・ヴァレー・ガールズ (Geoff Deane & The Valley Girls)」名義でシングル「Navy Lark」をリリースし、さらにその後、ソロ名義で「What About Romance」を出し、ディヴァインに「You Think You're A Man」を提供した。ディーンはその後、脚本家、テレビプロデューサーへと転身し、『Birds of a Feather』、『 Babes in the Wood』、『Friday Night with Jonathan Ross』、『Chef!』、『Last Man Standing』、『A Many-Splintered Thing』といったテレビ番組の脚本を書いた。2005年には、キウェテル・イジョフォー主演の映画『キンキーブーツ』の脚本を担当し、翌2006年には、エルトン・ジョンの映画会社ロケット・ピクチャーズ (Rocket Pictures) のために映画『It's a Boy Girl Thing』の脚本を提供した。
デイヴィッド・ジェイムズは、バンドを止めた後、音楽産業の経営・コンサルティング側に回った。ジャクリーン・ビセットとジェームズ・ノートン (James Naughton) が主演した2004年の映画『誘惑のファッシネイション (Fascination)』では、音楽監修を務めた。ジェイムズはジョン・デュ・プレとの共同作業も行なっており、コマーシャルや映画作品のための作曲を一緒に手がけている。これまでにマネジメントを担当したアーティストには、シネイド・オコナー、ジャスティン・アダムズ (Justin Adams)、ワンダー・スタッフとして知られるマイルス・ハント (Miles Hunt)、リパブリカ (Republica)、ドラム・クラブ (Drum Club) などがいる。ジェイムズはまた、コンサルタントとして、ハリー・ニルソン、ジミー・ウェッブ (Jimmy Webb)、ジョージ・フェントン、チャック・マンジョーネらのために働いたことがある。2010年、ジェイムズは「I Put a Spell on You」をカバーしたハイチ地震のチャリティ・シングルの制作に関わり、シェーン・マガウアン (Shane MacGowan)、ニック・ケイヴ、クリッシー・ハインド、ジョニー・デップと一緒に仕事をした。
2001年、アンディ・キリアコ (Andy Kyriacou) が、新たなメンバーでモダン・ロマンスを再結成し、拡大の兆しを見せていたイギリスにおける1980年代音楽リバイバルのシーンに参入した。この新たなメンバーには、オリジナル編成のメンバーはひとりもいなかった。キリアコ自身も、1985年のバンドの解散まで長くドラマーを務めたとはいえ、最初にモダン・ロマンスに参加したのは「Ay Ay Ay Ay Moosey」以降であった。2002年、新編成のモダン・ロマンスは、かつてのモダン・ロマンスのヒット曲の再録音が大部分を占めるアルバム『Back on Track』をリリースした。このアルバムは、後に、若干の曲の入れ替えなどを行なった上で『Moves 2 Fast』と改題して再発された。新編成のモダン・ロマンスは、その後も、1980年代音楽のイベントなどで演奏を続けており、2010年にヘンリー＝オン＝テムズ (Henley-on-Thames) で開催されたリワインド・フェスティヴァル (Rewind Festival) ではオープニングを飾ったが、このフェスティヴァルにはほかにも ボーイ・ジョージ、リック・アストリー、レベル42、トゥ・パウ (T'Pau)、カジャグーグー、ヘヴン17らが参加した。新編成のモダン・ロマンスは、公式ウェブサイトで、新たなアルバムを制作中であると2010年から2011年に告知していたが、具体的に発表された作品は現れなかった。
2012年、バンドはバークシャー州クッカム (Cookham) で開催された1980年代音楽のイベント「Let's Rock The Moor」に、ゴー・ウエスト、トーヤ (Toyah)、ニック・ヘイワード、ビリー・オーシャンらとともに出演した。このときの演奏では、未発表アルバムからの曲として新曲「Rhythm Is My Lover」や、シングル化される見込みというキリアコとピントの共作「The 7th Day」が披露された。2012年4月にBBCラジオで放送されたベテランDJデイヴ・キャッシュ (Dave Cash) とのインタビューで、アンディとピートは、新アルバムからのさらに別の曲「Tell Me Now」をアコースティックの生演奏で披露し、年内にはアルバムを必ず出すと約束した。

## メンバー

### オリジナル編成
- ジェフ・ディーン (Geoff Deane) - ボーカル - 1954年12月10日、ロンドン生まれ[7]
- デイヴィッド・ジェイムズ (David Jaymes) - ベース - 1954年11月28日、ロンドン生まれ[7]
- ロビー・ジェイムズ (Robbie Jaymes) - キーボード - 1961年10月3日、ロンドン生まれ[7]
- ポール・ジェンドラー (Paul Gendler) - ギター - 1960年8月11日生まれ
- トニー・ゲインズボロ (Tony Gainsborough) - ドラム - 生年月日不詳
- ジョン・デュ・プレ (John Du Prez) - トランペット（「Everybody Salsa」以降に参加）-  本名：トレヴァー・ジョーンズ (Trevor Jones)、1946年12月14日、シェフィールド生まれ

### 後に参加したメンバー
- マイケル・J・マリンズ (Michael J. Mullins) - ボーカル（ディーン脱退後）- 1953年11月9日生まれ[7]
- アンディ・キリアコ (Andy Kyriacou) - ドラム（ゲインズボロ脱退後）/ボーカル（再結成後）- 本名：アンドリュー・キリアコ (Andrew Kyriacou)、1958年4月18日、ロンドン生まれ[7]
- ピーター・J・ピント (Peter J. Pinto) - ギター - 1969年10月16日生まれ
- ニコラ・ポスティ (Nicola Poustie) - バッキング・シンガー
- マット・アーンショウ (Matt Earnshaw) - ドラム
- スティーヴ・イザリントン (Steve Etherington) - キーボード
- マーティン・ショー (Martin Shaw) - トランペット
- ゲイブリエル・ヌゾーリ (Gabriel Nuzzolli) - パーカッション

## ディスコグラフィ
データは『British Hit Singles & Albums』による

### アルバム
- ロマンティックな冒険者 (Adventures in Clubland) (1981)
- Modern Romance (1982) - ドイツ盤
- Trick of the Light (1983) - 全英アルバムチャート53位
- Party Tonight (1983) - 全英アルバムチャート45位（コンピレーション）
- ファニータ (Juanita) (1983) - 日本盤
- Burn It! (1985)
- Back on Track (2002)
- Moves 2 Fast (2002)
- Modern Romance: The Platinum Collection (2006) - コンピレーション

### シングル（ジェイムズ/ディーン期）
- "Modern Romance" b/w "I Believe in Me" (1980)
- "Tonight" b/w "Fever" (1981)
- "Everybody Salsa" b/w "Salsa Rappsody" (1981) - 全英シングルチャート12位
- "Ay Ay Ay Ay Moosey" b/w "Moose on the Loose" (1981) - 全英シングルチャート10位
- "Can You Move" b/w "Queen of the Rapping Scene" (1981) - 全米ダンスチャート2位
- "Queen of the Rapping Scene (Nothing Ever Goes the Way You Plan)" b/w "Can You Move" [American Mix] (1981) - 全英シングルチャート37位
- "By the Way... (I'm Still in Love with You)" b/w "By the Way" (Trumpet Voluntary) (1982) - マイケル・J・マリンズの名が記載された最初のシングル
- "Cherry Pink and Apple Blossom White" b/w "Who is John Du Prez?" (1982)  - 全英シングルチャート15位：トランペット奏者ジョン・デュ・プレを全面的にフィーチャーした作品、ジェフ・ディーンが関わった最後の曲

### シングル（ジェイムズ/マリンズ期）
- "Best Years of Our Lives" b/w "We've Got Them Running (The Counting Song)" (1982) - 全英シングルチャート4位
- "Band of Gold" b/w "The Man Who Sold The World"（ミッジ・ユーロ作） (1982) - 映画『Party Party』のサウンドトラック
- "High Life" b/w "You Just Can't Kill the Beat" (1983) - 全英シングルチャート8位
- "en:Don't Stop That Crazy Rhythm" b/w "I Can't Help Myself" (1983) - 全英シングルチャート4位
- "Walking in the Rain" b/w "Walking in the Rain (Blues)" (1983)  - 全英シングルチャート7位、タイのチャートで1位
- "Good Friday" b/w "Good Feelings" [re-mix] (1983) - 全英シングルチャート96位
- "Juanita" b/w "Cherry Pink and Apple Blossom White" [New Version] (1983) - 日本盤のみ
- "Just My Imagination (Running Away with Me)" b/w "Stranger Days" (1984)
- "Burn It!" b/w "Burn It!" [Instrumental] (1984)
- "Move On" b/w "That's Entertainment" (1984)
- "That's What Friends Are For" b/w "(Blame My) Jealousy" (1984)
- "Tarzan Boy" b/w "Sail Away" (1985)
- "Best Mix of Our Lives" b/w "Best Year of Our Lives" [remix] (1985)  - 全英シングルチャート81位

## 関連シングル
- "Tri Tra Trullala" c/w "Best Years of Our Lives" - Joachim Witt/Modern Romance (1982)
- "Everybody Salsa" b/w "Can You Move '88" - David Jaymes (1988)

## 国内カバー
- 西城秀樹 - BIG GAME'83 HIDEKI FINAL IN STADIUM CONCERT[9]